# Способ производства
Способ производства (нем. Produktionsweise) — категория марксистской политэкономии, единство определённой ступени развития производительных сил и обусловленного ею типа производственных отношений. 
Общественные способы производства с одной стороны (производительные силы) отличаются по соответствующему историческому типу производственной техники, с другой (производственные отношения) — по соответствующему типу экономической реализации господствующих отношений собственности на средства и условия производства в процессе производства и распределения. Господствующий способ производства является основой (базисом) общественно-экономической формации.
Карл Маркс вводит это понятие в работе «Манифест коммунистической партии» (1848). Он выделял несколько способов производства: азиатский, античный (рабовладельческий), феодальный и капиталистический. Советский историк-марксист В. П. Илюшечкин считал, что в рамках докапиталистической политэкономии можно говорить лишь об единой докапиталистической формации, для которой был характерен докапиталистический способ производства.